# 胡旭威
胡旭威（1997年2月25日—），中国男子竞技体操运动员，2019年亚洲竞技体操锦标赛男子团体全能和男子单杠金牌得主、男子个人全能和男子双杠银牌得主、2021年世界竞技体操锦标赛男子双杠和男子单杠金牌得主。